# Геологічне товариство Лондона
Геологі́чне товари́ство Ло́ндону (англ. Geological Society of London; Geological Society; GSL) — перше у світі геологічне наукове товариство, метою якого було і є дослідження Землі.
З 1807 року історична місія товариства — допомогти геологам познайомитися один з одним, стимулюючи їх завзяття, спонукаючи дотримуватися єдиних принципів, і полегшувати отримання нових фактів і відкриттів завдяки спілкуванню.

## Історична довідка
Товариство було засноване у 1807 році тринадцятьма науковцями, що зібрались у таверні масонів у Ковент-гардені, районі Лондону. Серед знаменитих засновників були В. Бабінгтон, Г. Деві, Д. Грінаф, Д. Паркінсон і А. Ейкін. Вони продовжували щомісячно збиратись на обід, під час якого обговорювали актуальні питання геології.
У 1825 році Товариство отримало королівський привілей від Георга IV та офіційне визнання.
У 1839 році Геологічне товариство налічувало вже 750 членів. Коли жінкам ще заборонялося регулярне членство в товаристві, палеонтологу Мері Еннінг було надано почесний виняток.
З 1874 року резиденція Товариства розташована у східному крилі Берлінгтон-гаус на вулиці Пікаділлі у Лондоні. У цій будівлі розташовується бібліотека Товариства, яка містить понад 300 000 томів книг та журналів.
Товариство є членом Британської наукової ради (Science Council).

## Нагороди Товариства
Товариство вручає щорічно медалі за видатні заслуги в галузі геологічних наук:
- З 1831 року — Медаль Волластона — перша і найвища геологічна нагорода у світі.
- З 1871 року — Медаль Мерчісона
- З 1876 року — Медаль Лаєлла
- З 1877 року — Медаль Біґсбі
- З 1903 року — Медаль Прествіча[en]
- З 1977 року — Медаль Вільяма Сміта[en]
- З 1988 року — Медаль Сью Тайлер Фрідман[en].

## Наукові видання

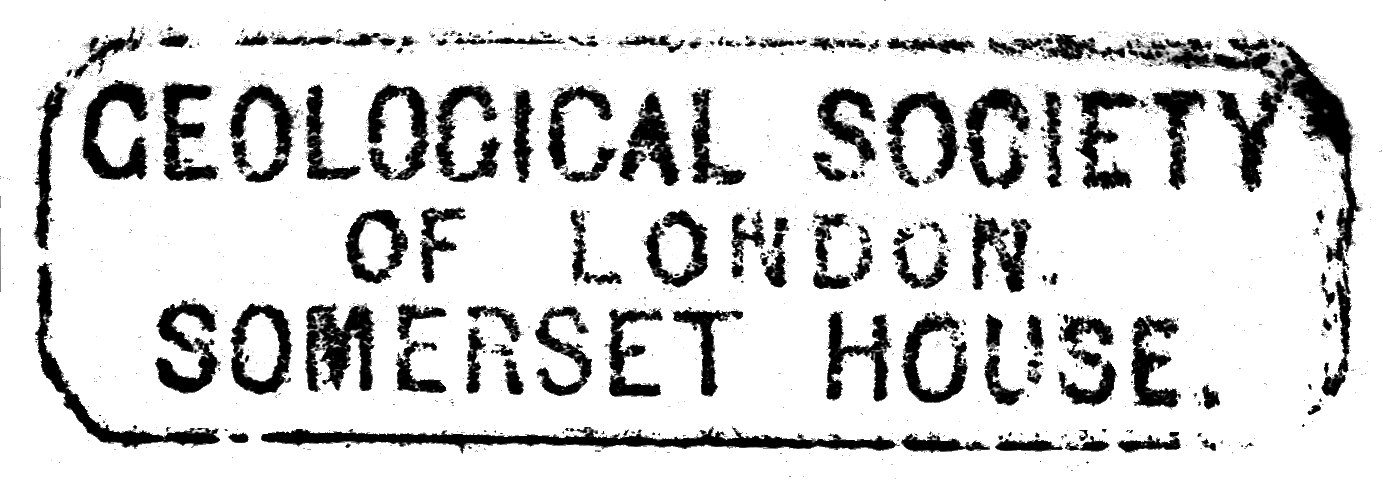
Екслібрис Геологічного товариства

Товариство видає два власних наукових журнали:
- Journal of the Geological Society
- Quarterly Journal of Engineering Geology and Hydrogeology[en].

Воно також видає журнал Geoscientist для дійсних членів товариства, і має частку в журналі Geology Today видавництва «Blackwell Science», що у складі міжнародної видавничої компанії Wiley-Blackwell.
З 1964 року Геологічне товариство випускає спеціальні видання — це понад 500 томів праць з історії геології (Geological Society of London Special Publications)
Товариство, також, співпрацює з:
- Європейською асоціацією геологів та інженерів[en] (EAGE) у виданні журналу Petroleum Geoscience[en]
- Асоціацією геохіміків-прикладників[en] (AAG) у виданні журналу Geochemistry: Exploration, Environment, Analysis
- Мікропалеонтологічним товариством[en] (TMS) у виданні Journal of Micropalaeontology
- Йоркширським геологічним товариством[en] (YGS) у виданні Proceedings of the Yorkshire Geological Society[en]
- геологічними товариствами Единбурга і Глазго у виданні Scottish Journal of Geology.